# Station Hilversum Media Park
Station Hilversum Media Park (tot 14 december 2013 Hilversum Noord) is een spoorwegstation in de Nederlandse stad Hilversum op circa 1 km van station Hilversum en op loopafstand van het Media Park, waarmee het via een loopbrug verbonden is. Het station ligt aan wat ooit de Oosterspoorweg heette (km 27) en werd geopend op 25 september 1974.

## Eerdere benamingen
Dit spoorwegstation werd geopend in 1974 onder de naam Hilversum NOS. In mei 1989 werd dit veranderd in Hilversum Noord.
Gezien de verbondenheid met het Media Park als grootste ondernemer in de directe nabijheid met het station, was het al jaren een stille wens om het om te dopen in Hilversum Media Park. De plannen bestonden al langer, maar volgens ProRail hielden de vele formele procedures die ervoor nodig zijn de naamswijziging tegen.
Op 15 december 2013, de dag waarop de treindienstregeling 2014 in Nederland inging, was de wijziging in Hilversum Media Park echter een feit.

## Treinverbindingen
De volgende treinseries stoppen op Hilversum Media Park:
| Serie | Treinsoort    | Route | Bijzonderheden                                                                                     |
| ----- | ------------- | --- | -------------------------------------------------------------------------------------------------- |
| 5700  | Sprinter (NS) | Utrecht Centraal – Hilversum – Hilversum Media Park – Weesp – Amsterdam Zuid – Schiphol Airport – Hoofddorp – Leiden Centraal | Rijdt niet na 20:00 uur. Rijdt vrijdag en in het weekend niet tussen Hoofddorp en Leiden Centraal. |
| 5800  | Sprinter (NS) | Amersfoort Vathorst – Amersfoort Centraal – Hilversum – Hilversum Media Park – Weesp – Amsterdam Centraal                     | Rijdt in de vroege ochtend en na 22:30 uur niet tussen Amersfoort Vathorst en Amersfoort Centraal. |

Met de heringebruikname van station Hilversum als intercitystation in december 2007 is de sneltrein serie 5800 (Amsterdam Centraal-Amersfoort) vervangen door een stoptrein, waardoor er weer viermaal per uur treinen stoppen op Hilversum Media Park, in beide richtingen (Hilversum en Naarden-Bussum/Weesp).

## Ontwikkelingen begin 21e eeuw

### Traverse
In 2010 en 2011 werd de nieuwe traverse op het station gebouwd. Deze overdekte, cilindervormige brug met geperforeerde aluminium wanden werd eind juli 2011 voor het publiek opengesteld en verbindt de perrons niet alleen met elkaar, maar ook met het nabijgelegen Media Park. Daartoe overbrugt het de Mies Bouwmanboulevard en de Willem Ruisweg. De traverse komt direct in het Media Park uit. Op 15 september 2011 was de officiële opening. Daarbij werd ook de naam van de traverse onthuld: Via de kijkbuis. Op het uiteinde aan de kant van het Media Park staat een afbeelding van een testbeeld. Het patroon in de perforatie van de wanden vormt een soort van radiogolven. Via deze traverse kunnen mensen die op het Media Park moeten zijn, zoals mensen die werken bij de bedrijven, maar ook deelnemers aan aldaar opgenomen tv-programma's naar het Media Park lopen zonder het spoor en de weg gelijkvloers te hoeven kruisen.

## Afbeeldingen

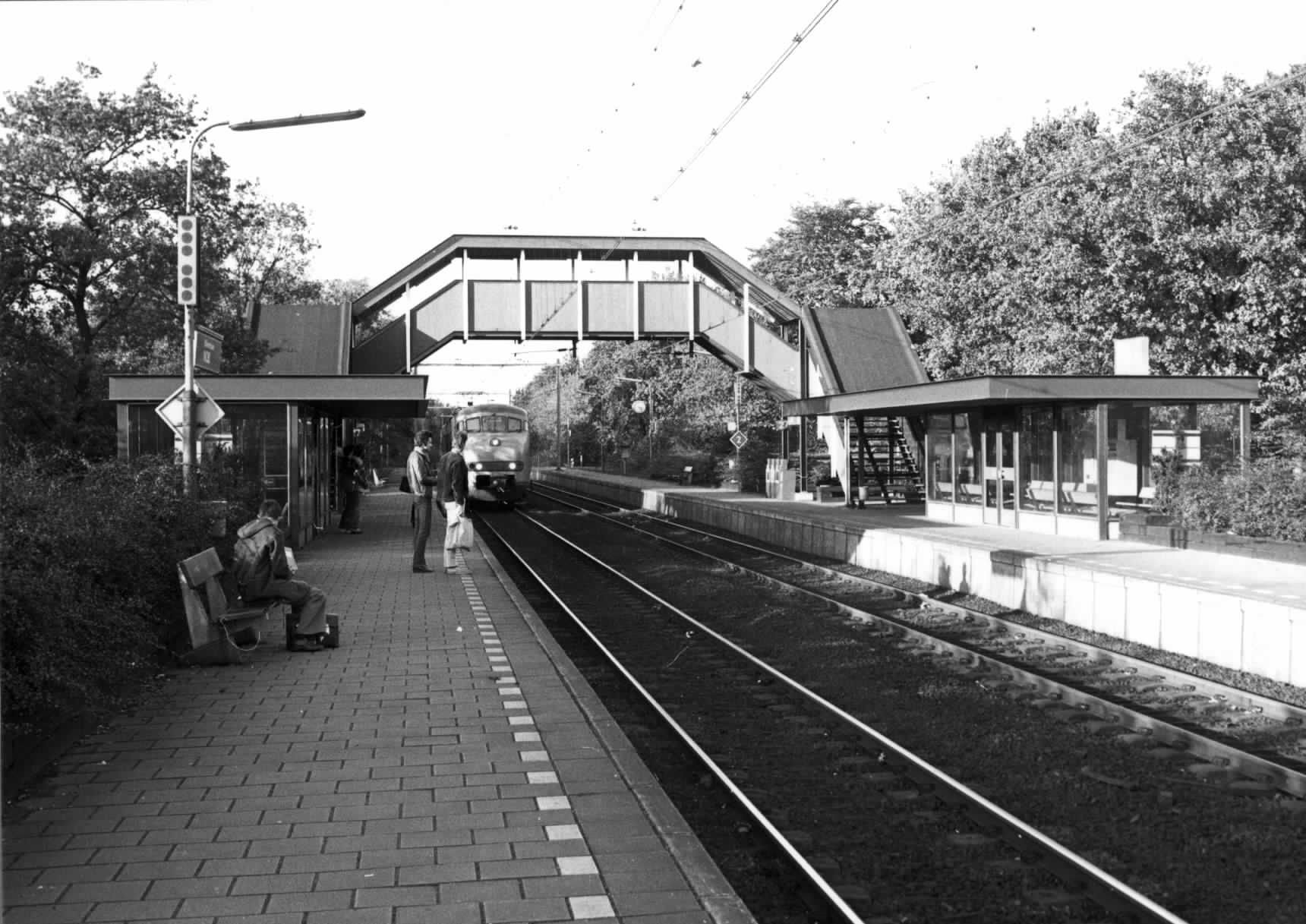
Het station in de periode 1979-1982
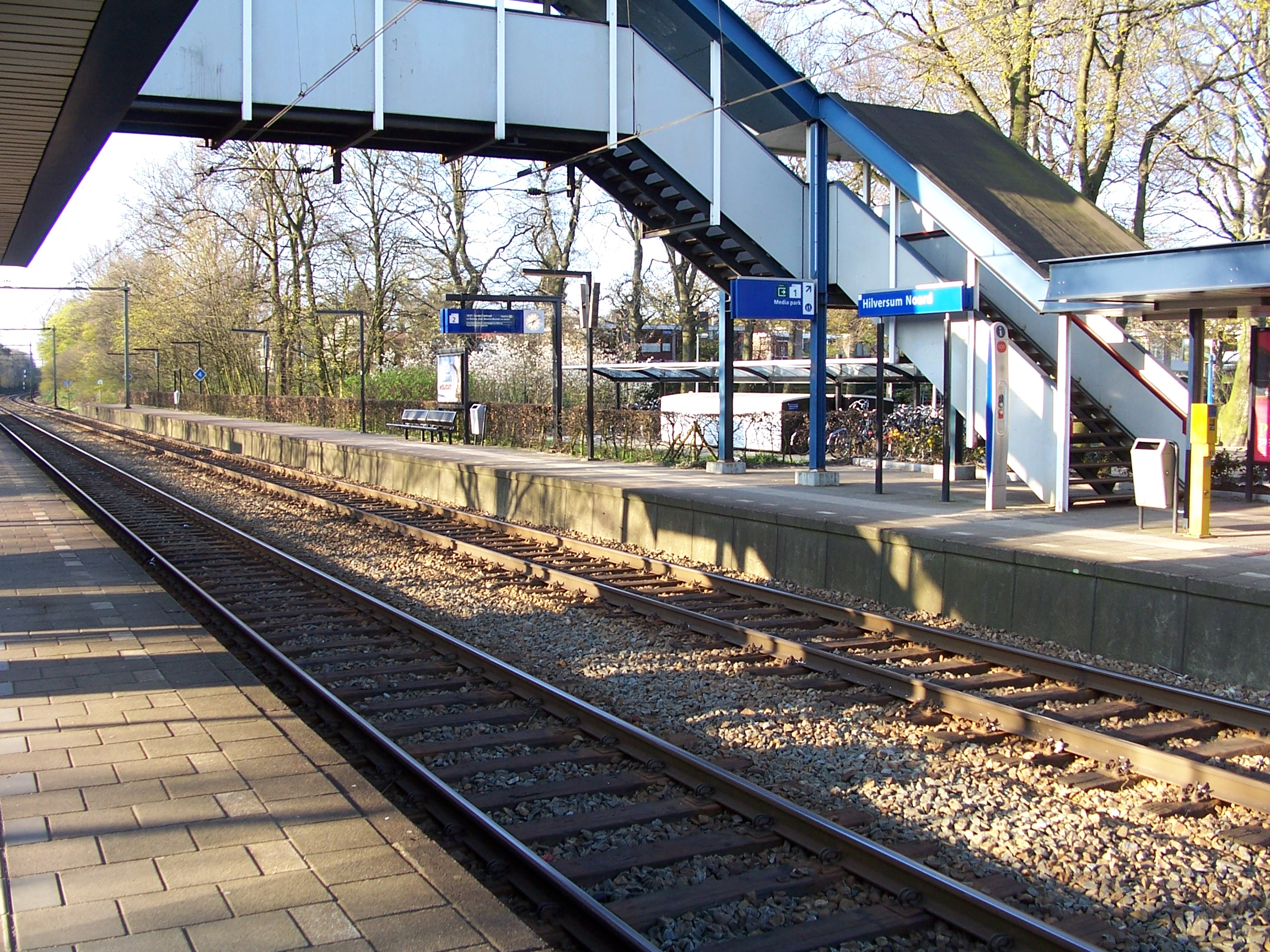
Perrons (2007)
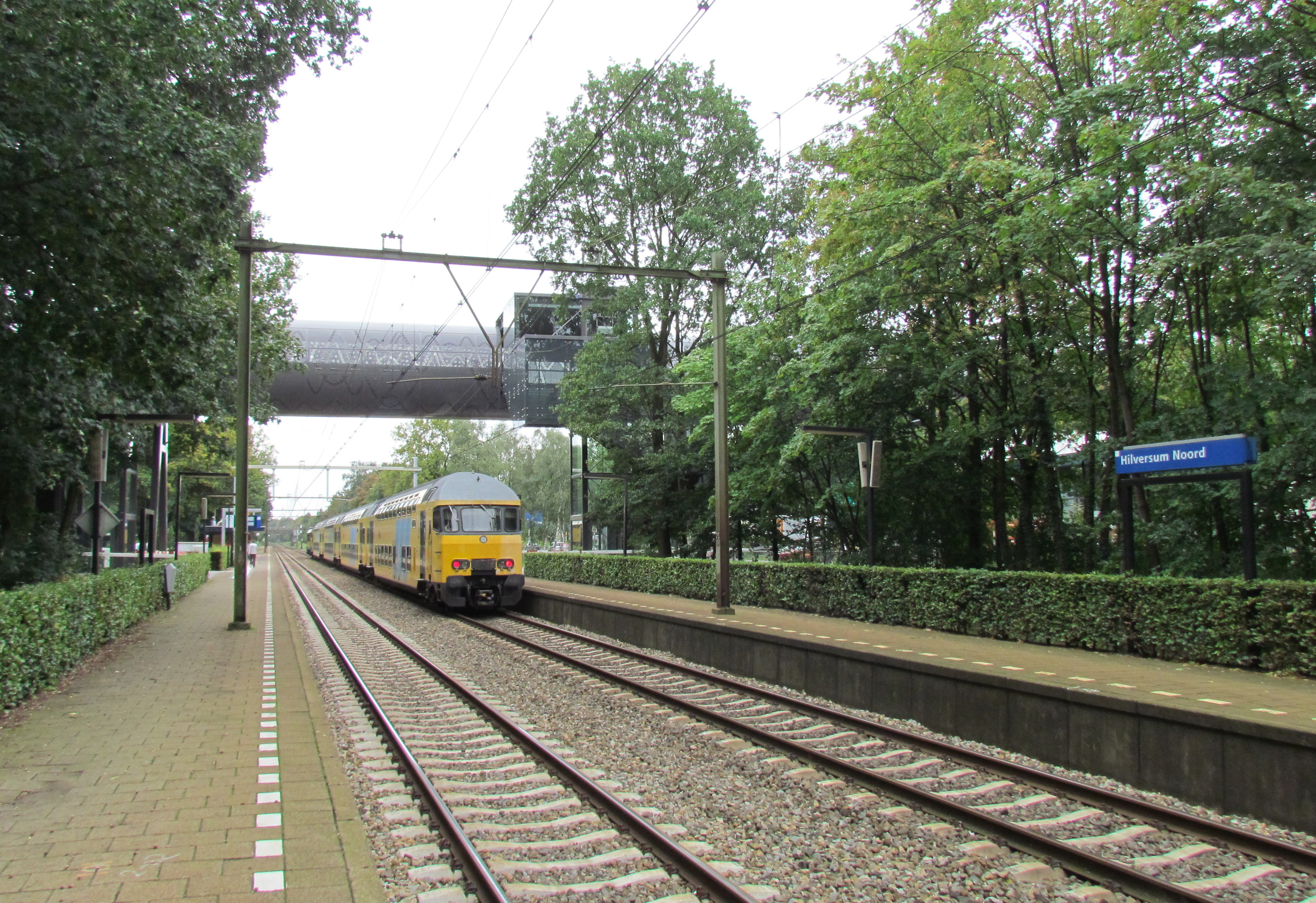
Trein op het station, dat toen nog 'Hilversum Noord' heette
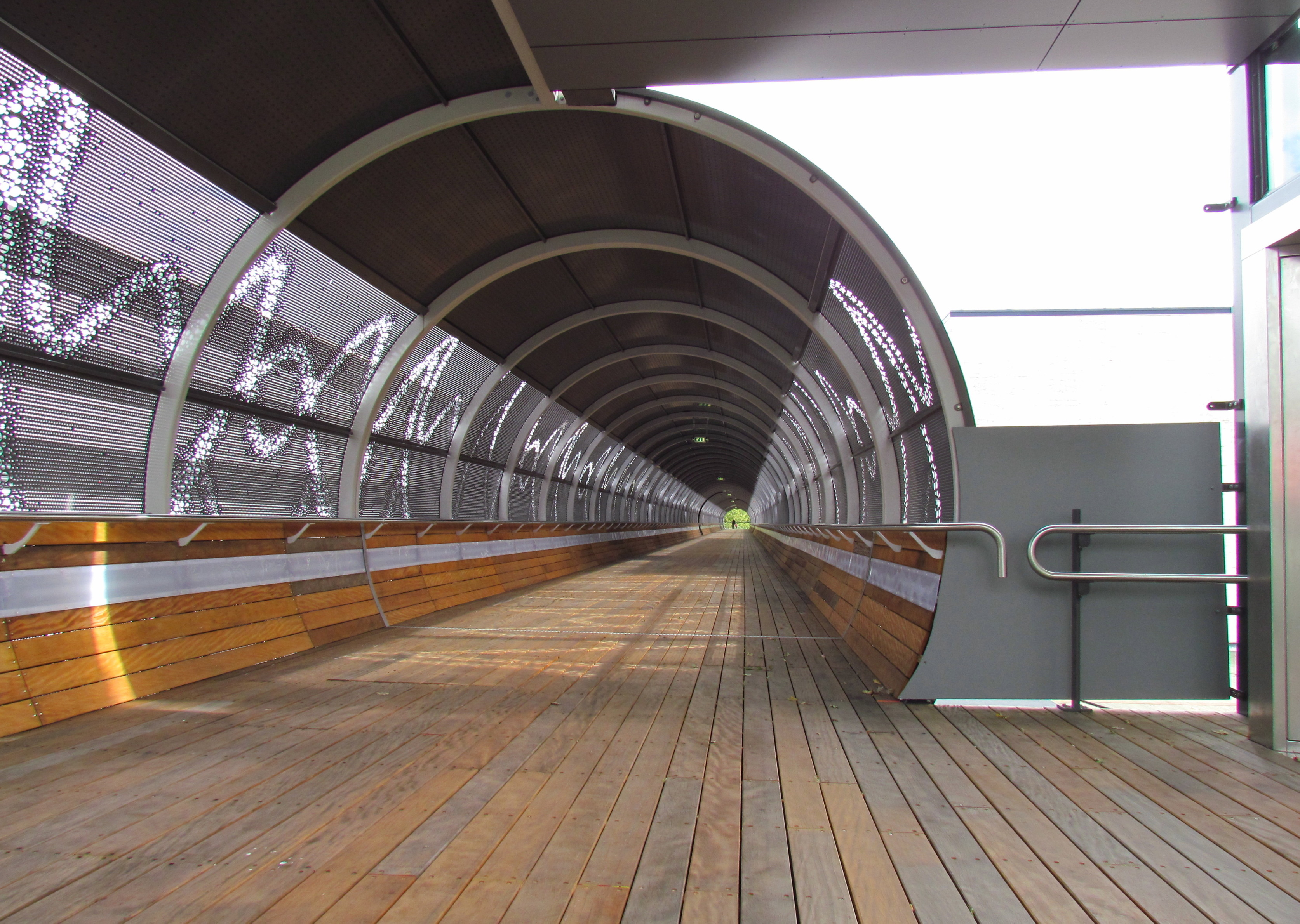
Traverse
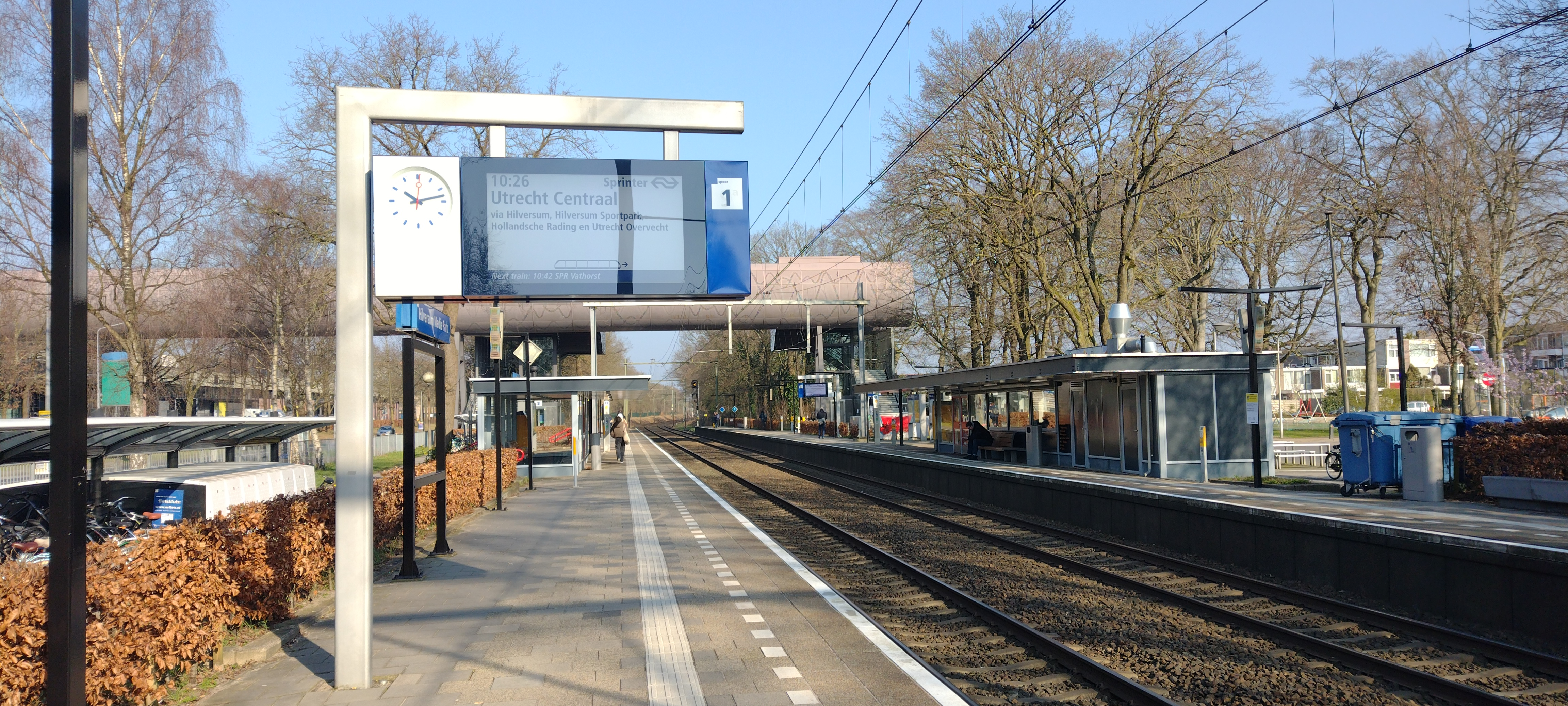
Perrons (2024)

## Ontwikkeling aantal reizigers
Het aantal door NS vervoerde reizigers (per gemiddelde werkdag) ontwikkelde zich sedert 2019 als volgt:
| Jaar | Aantal reizigers |
| ---- | ---------------- |
| 2019 | 4.684            |
| 2020 | 2.022            |
| 2021 | 2.064            |
| 2022 | 3.253            |
| 2023 | 3.968            |
| 2024 | 3.875            |

## Trivia
Informeel is er al eerder, heel kort, sprake geweest van "Media Park" in de stationsnaam. Vastgoedontwikkelaar TCN Media Park van het omroepbedrijventerrein liet op 16 november 2009 de borden op het station vervangen door officieel uitziende borden met de naam Station Hilversum Media Park. Er was destijds nog geen officieel verzoek voor naamswijziging ingediend, en de borden zijn dezelfde dag verwijderd door ProRail.
0: Amsterdam Centraal ·
1: Oosterdok ·
2: Kattenburgerbrug ·
3: Sint Anthoniedijk ·
4: Amsterdam Muiderpoort ·
5: Amsterdam Science Park ·
7: Diemen (Diemerbrug) ·
8: Overweg langs de Diemen ·
13: Weesp ·
18: Keverdijksche Weg ·
22: Naarden-Bussum ·
23: Heerenstraat ·
24: Bussum Zuid ·
24: Grintweg Bussum - Hilversum ·
26: Kraailooschenweg ·
27: Hilversum Media Park ·
28: Hilversum ·
32: Zwarte Weg ·
36: Baarn ·
40: Groote Melmweg ·
45: Amersfoort Centraal ·
51: Hoevelaken ·
55: Terschuur ·
61: Barneveld-Voorthuizen ·
68: Stroe ·
75: Kootwijk ·
78: Assel ·
88: Apeldoorn ·
91: Apeldoorn De Maten ·
97: Klarenbeek ·
101: Voorst-Empe ·
104: Hoven ·
106: Zutphen
Alkmaar ·
-Noord ·
Amsterdam:
-Amstel ·
-ArenA ·
-Bijlmer ArenA · 
-Centraal ·
-Holendrecht ·
-Lelylaan ·
-Muiderpoort ·
-RAI ·
-Science Park ·
-Sloterdijk ·
-Zuid ·
Anna Paulowna ·
Beverwijk ·
Bloemendaal ·
Bovenkarspel:
-Flora ·
-Grootebroek ·
Bussum Zuid ·
Castricum ·
Den Helder ·
-Zuid ·
Diemen ·
-Zuid ·
Driehuis ·
Duivendrecht ·
Enkhuizen ·
Haarlem ·
-Spaarnwoude ·
Halfweg-Zwanenburg ·
Heemskerk ·
Heemstede-Aerdenhout ·
Heerhugowaard ·
Heiloo ·
Hilversum ·
-Media Park ·
-Sportpark ·
Hollandsche Rading ·
Hoofddorp ·
Hoogkarspel ·
Hoorn ·
-Kersenboogerd ·
Koog aan de Zaan ·
Krommenie-Assendelft ·
Naarden-Bussum ·
Nieuw Vennep ·
Obdam ·
Overveen ·
Purmerend ·
-Overwhere ·
-Weidevenne ·
Santpoort:
-Noord ·
-Zuid ·
Schagen ·
Schiphol Airport ·
Uitgeest ·
Weesp ·
Wormerveer ·
Zaandam ·
-Kogerveld ·
Zaandijk Zaanse Schans ·
Zandvoort aan Zee
Stations van de Museumstoomtram Hoorn-Medemblik:
Tramstation Hoorn · 
Zwaag ·
Wognum-Nibbixwoud ·
Twisk ·
Opperdoes ·
Medemblik
Voormalige stations: zie de lijst van voormalige spoorwegstations in Noord-Holland